# The Gallopin' Gaucho
The Gallopin' Gaucho je krátký animovaný film, v pořadí druhý, ve kterém hrál Mickey Mouse. Byl vydán v roce 1928 a předcházel mu film Plane Crazy. Společnost Walta Disneyho měla tento film včetně zvuku dokončen již 7. října 1928, avšak kvůli problémům s jeho distribucí byl vydán až 30. prosince roku 1928, tedy až po Plane Crazy i Parníku Williem.
Děj je zasazen do prostředí divokého západu. Mickey Mouse se projíždí na pštrosu, který mu slouží na místo koně. Dorazí do saloonu, kde tančí Minnie. Mickey si zakouří, napije se piva a začne s ní tančit. Po chvíli tance však Mickeymu tanečnici násilím převezme Pete a začne ji na oslu unášet pryč krajinou. Mickey se pustí za ním na pštrosu, který se mezitím opil pivem. Po strastiplné cestě se Mickey ještě pokusí pštrosa vzpamatovat tím, že jej namočí do škrobu, ani pak však pštros není způsobilý k jízdě a Mickey se pustí za Petem.
Pete mezitím zatáhl Minnie do několikapatrového domu, z jehož okna se ozývá její volání o pomoc. Mickey díky svému ocasu do okna vyšplhá, načež nastane šermířský souboj mezi Mickey a Petem o svázanou Minnie. Mickey Peteho s pomocí nočníku přemůže a s Minnie na skočí na již střízlivého pštrosa. Děj končí jejich vzájemnými polibky.